# Cantone di Fosses
Il Cantone di Fosses è una divisione amministrativa dell'Arrondissement di Sarcelles.
È stato istituito a seguito della riforma dei cantoni del 2014, che è entrata in vigore con le elezioni dipartimentali del 2015.

## Composizione
Comprende i comuni di:
- Attainville
- Bellefontaine
- Belloy-en-France
- Châtenay-en-France
- Chaumontel
- Écouen
- Épinay-Champlâtreux
- Ézanville
- Fontenay-en-Parisis
- Fosses
- Jagny-sous-Bois
- Lassy
- Luzarches
- Maffliers
- Mareil-en-France
- Le Mesnil-Aubry
- Le Plessis-Gassot
- Le Plessis-Luzarches
- Puiseux-en-France
- Saint-Martin-du-Tertre
- Seugy
- Viarmes
- Villaines-sous-Bois
- Villiers-le-Sec